# 妈湾站
妈湾站，位于中国广东省深圳市南山区妈湾港，为平南铁路的四等站，离深圳西站5公里，离赤湾站4公里。该站于1993年启用，並於2016年起永久關閉。

## 使用情况
妈湾站是平南铁路的中间站，不办理客运营业，行李、包裹托运；货运办理整车货物发到，不办理整车爆炸品及整车一级氧化剂发到。

## 始发车次
目前妈湾站未有任何始发客运车次。

## 历史
- 1993年：妈湾站建成启用。
- 2016年：本站正式停用拆卸，以配合前海深港现代服务业合作区發展及平南鐵路改造工程。

## 资料来源
1. ↑  铁道部电子计算技术中心, 铁道部运输局. . 北京: 中国铁道出版社. 1998: 43. ISBN 9787113030995.
2. ↑  10月拍车：行走平南线&平盐线[永久]